# Hagsatera
Hagsatera је род скривеносеменица, из породице орхидеја Orchidaceae. Две врсте овог рода су преклом из Мексика и Гватемале:

## Врсте
- Hagsatera brachycolumna (L.O.Williams) R.González
- Hagsatera rosilloi R.González